# Кубок России по кёрлингу среди женщин
Кубок России по кёрлингу среди женщин (Кубок России по кёрлингу среди женских команд) — ежегодное соревнование российских женских команд по кёрлингу. Проводится с 2008 года (???[уточнить]), в первой половине сезона (до Нового года). Организатором является Федерация кёрлинга России.

## Годы, города проведения и призёры
| Год, даты проведения         | Город      | Золото | Серебро | Бронза |
| ---------------------------- | ---------- | --- | --- | --- |
| 2007 26—28 октября           | Москва     | «Москва» Ольга Жаркова, Нкеирука Езех, Анна Сидорова, Галина Арсенькина, запасной: Ольга Зябликова                                                                | «ЭШВСМ "Москвич"-1» (Москва) Людмила Прививкова, Екатерина Галкина, Маргарита Фомина, Илона Гришина, запасные: Мария Горбоконь, Александра Саитова               | «Московская область» (Дмитров) Татьяна Смирнова, Татьяна Лукина, Анастасия Скултан, Юлия Сторожева                                                                                 |
| 2008 24—26 октября           | Москва     | «ЭШВСМ "Москвич-1"» (Москва) Людмила Прививкова, Екатерина Галкина, Маргарита Фомина, Екатерина Антонова                                                          | «ЭШВСМ "Москвич-3"» (Москва) (состав команды в источнике не указан)                                                                                              | ?(неясно, какая команда заняла 3-е место: иллюстрация с итоговой таблицей в веб-архиве отсутствует)                                                                                |
| 2009 6—9 ноября              | Дмитров    | «Москва» Ольга Жаркова, Кира Езех, Анна Сидорова, Галина Арсенькина, запасной: Ольга Зябликова                                                                    | «СКА-1» (Санкт-Петербург) Яна Некрасова, Наталья Эверт, Яна Голобородько, Светлана Фильчакова                                                                    | «ЭШВСМ "Москвич-2"» (Москва) Дарья Козлова, Виктория Макаршина, Александра Саитова, Анна Лобова, запасной: Юлия Светова                                                            |
| 2010 28—31 октября           | Тверь      | «ЭШВСМ "Москвич-2"» (Москва) Людмила Прививкова, Маргарита Фомина, Екатерина Антонова, Екатерина Галкина                                                          | «Москвич» (Москва) Виктория Макаршина, Александра Саитова, Анна Лобова, Надежда Лепезина                                                                         | «ЭШВСМ "Москвич-1"» (Москва) Анна Сидорова, Нкеирука Езех, Ольга Зябликова, Галина Арсенькина                                                                                      |
| 2011 27—31 октября           | Дмитров    | «Москвич» (Москва) Анна Сидорова, Ольга Зябликова, Нкеирука Езех, Галина Арсенькина                                                                               | «ЭШВСМ "Москвич-1"» (Москва) Людмила Прививкова, Маргарита Фомина, Екатерина Антонова, Екатерина Галкина                                                         | «СКА» (Санкт-Петербург) Яна Некрасова, Наталья Эверт, Светлана Фильчакова, Ирина Колесникова                                                                                       |
| 2012 21—25 ноября            | Дмитров    | «Сборная Москвы-2» (Москва) Людмила Прививкова | «ЦЗВС Московская область 1» (Дмитров) Анастасия Москалёва | «Сборная Москвы-1» (Москва) Кира Езех |
| 2013 17—21 декабря           | Сочи       | «Адамант-2» (Санкт-Петербург) Алина Ковалёва, Елена Ефимова, Ульяна Васильева, Мария Комарова, запасной: Оксана Богданова                                         | «Альбатрос» (Калининград) Ольга Жаркова, Юлия Портунова, Алиса Мирошниченко, Юлия Гузиёва, запасной: Екатерина Шарапова                                          | «Сборная Москвы-1» (Москва) Людмила Прививкова, Ольга Зябликова, Нкеирука Езех, Алина Биктимирова, запасной: Анастасия Прокофьева                                                  |
| 2014                         | Сочи       | «Москвич-2» (Москва) Евгения Дёмкина | «Адамант 2» (Санкт-Петербург) Виктория Моисеева | «Краснодарский край» (Сочи) Ольга Жаркова |
| 2015 23—27 декабря           | Сочи       | «Адамант 2» (Санкт-Петербург) Виктория Моисеева, Анастасия Брызгалова, Мария Дуюнова, Олеся Глущенко, запасной: Оксана Гертова                                    | «Краснодарский край» (Сочи) Ольга Жаркова, Юлия Портунова, Галина Арсенькина, Юлия Гузиёва, запасной: Елена Жучкова                                              | «Зекурион-Сборная Москвы-2» (Москва) Алина Биктимирова, Яна Некрасова, Екатерина Антонова, Анастасия Скултан, запасной: Ирина Беляева                                              |
| 2016 20—25 декабря           | Сочи       | «Краснодарский край 1» (Сочи) Ольга Жаркова, Людмила Прививкова, Юлия Гузиёва, Галина Арсенькина, запасной: Юлия Портунова                                        | «Зекурион-Москвич» (Москва) Мария Борисова, Алина Биктимирова, Екатерина Антонова, Анастасия Скултан                                                             | «Воробьёвы горы 1» (Москва) Евгения Дёмкина, Вера Тюлякова, Анастасия Прокофьева, Анастасия Бегинина, запасной: Равиля Искакова                                                    |
| 2017 5—10 декабря            | Сочи       | «Московская область 2» (Дмитров) Влада Румянцева, Ксения Шевчук, Ирина Рязанова, Анастасия Мищенко, запасной: Анастасия Шустрова                                  | «Адамант 2 - Санкт-Петербург» Виктория Моисеева, Мария Бакшеева, Мария Дуюнова, Арина Заседателева, запасной: Полина Биккер                                      | «Зекурион-Москвич» (Москва) Алина Биктимирова, Яна Некрасова, Екатерина Антонова, Анастасия Скултан, запасной: Лолита Третьяк                                                      |
| 2018 21—25 декабря           | Красноярск | «Адамант - Санкт-Петербург 1» Алина Ковалёва, Анастасия Брызгалова, Ульяна Васильева, Екатерина Кузьмина, запасной: Анастасия Даньшина                            | «Москвич-Зекурион» (Москва) Екатерина Галкина, Екатерина Антонова, Анна Антонюк, Анастасия Скултан, запасной: Римма Шаяфетдинова                                 | «Московская область 1» (Дмитров) Ольга Котельникова, Ксения Шевчук, Дарья Панченко, Дарья Стёксова                                                                                 |
| 2019 18—22 декабря           | Сочи       | «УОР 2» (Санкт-Петербург) Ирина Низовцева, Надежда Белякова, Арина Пянтина, Дарья Патрикеева, запасной: Анастасия Кильчевская                                     | «Краснодарский край» (Сочи) Людмила Прививкова, Мария Игнатенко, Софья Ткач, Ирина Полетаева, запасной: Полина Мурзина                                           | «Адамант Санкт-Петербург 2» Мария Ермейчук, Анастасия Халанская, Ольга Антонова, Мария Дроздова, запасной: Александра Кулумбекова                                                  |
| 2020 30 сентября — 6 октября | Дмитров    | «Санкт-Петербург 1» Алина Ковалёва, Мария Комарова, Галина Арсенькина, Екатерина Кузьмина, запасной: Вера Тюлякова, тренер: Анастасия Брызгалова                  | «Краснодарский край 1» (Сочи) Анна Сидорова, Юлия Портунова, Людмила Прививкова, Мария Игнатенко, запасной: Софья Ткач, тренер: Сергей Беланов                   | «Московская область 1» (Дмитров) Влада Румянцева, Ирина Рязанова, Анастасия Мищенко, Александра Кардапольцева, запасной: Алина Лёц, тренеры: Т.А. Лукина, Марина Веренич           |
| 2021 10—14 декабря           | Сочи       | «Санкт-Петербург 2» Нкеирука Езех, Диана Маргарян, Ольга Антонова, Анастасия Кильчевская, запасной: Алина Бородулина, тренеры: Константин Задворнов, Е.В. Ильиных | «Иркутская область - Комсомолл 1» Валерия Денисенко, Елизавета Трухина, Алина Фахуртдинова, Елизавета Киселёва, запасной: Нина Поликарпова, тренер: А.В. Трухина | «Москвич 2» (Москва) Софья Оразалина, Мария Цебрий, Дарья Цхведанашвили, Анастасия Голицына, запасной: Алина Васильева, тренеры: Ольга Андрианова, Д.Ю. Андрианов, Евгений Архипов |
| 2022 10—14 декабря           | Самара     | «Санкт-Петербург 2» Алина Ковалёва, Галина Арсенькина, Мария Комарова, Екатерина Кузьмина, запасной: Вера Тюлякова, тренер: Анастасия Брызгалова                  | «УОР 2 - Санкт-Петербург 4» Диана Маргарян, Валерия Мирошниченко, Алина Бородулина, Анастасия Кильчевская, запасной: Арина Артамонова, тренер: Пётр Дрон         | «Краснодарский край 1» (Сочи) Анна Сидорова, Мария Марченкова, Виктория Енбаева, Людмила Прививкова, запасной: Софья Ткач, тренер: Ефим Жиделев                                    |
| 2023 11—15 декабря           | Сочи       | «Санкт-Петербург 1» Алина Ковалёва, Мария Комарова, Ульяна Васильева, Екатерина Кузьмина, запасной: Анастасия Брызгалова, тренер: Анастасия Брызгалова            | «Санкт-Петербург 2» Диана Маргарян, Валерия Мирошниченко, Алина Бородулина, Анастасия Кильчевская, запасной: Арина Артамонова, тренеры: Пётр Дрон, В.А. Воробьёв | «Комсомолл — Иркутская область» Елизавета Трухина, Нина Суворова, Валерия Денисенко, Виктория Десова, запасной: Елизавета Киселёва, тренер: А.В. Трухина                           |
| 2024 11—15 декабря           | Сочи       | «Санкт-Петербург 1» Диана Маргарян, Алина Бородулина, Валерия Мирошниченко, Анастасия Кильчевская, тренер: Пётр Дрон                                              | «Новосибирская область» Александра Стояросова, Ирина Рязанова, Александра Мозжерина, Виктория Сачкова, тренер: Артём Шмаков                                      | «Краснодарский край 1» (Сочи) Ольга Жаркова, Юлия Ермакова, Людмила Прививкова, Юлия Чемоданова, запасной: Ирина Ткач, тренеры: Ефим Жиделев, Дмитрий Миронов                      |

Составы команд указаны в порядке: четвёртый, третий, второй, первый, запасной, тренер; скипы выделены полужирным шрифтом.